# Thaumoctopus
Thaumoctopus is een geslacht van octopussen.

## Soorten
Het omvat slechts één soort:
- Thaumoctopus mimicus Norman & Hochberg, 2005